# バトゥ・アポイ郡
バトゥ・アポイ郡（バトゥ・アポイぐん、Batu Apoi）は、ブルネイ・ダルサラーム国・テンブロン地区にある郡。テンブロン地区の東部に位置し、北はラブ郡、東はマレーシア・サラワク州、南はアモ郡、西はバンガル郡と接する。

## 村
バトゥ・アポイ郡には以下の村がある。
- ガドン・バル村（Kampong Gadong Baru）
- スンガイ・バンタイアン村（Kampong Sungai Bantaian）
- スンガイ・ラダン村（Kampong Sungai Radang）
- セクロプ村（Kampong Sekurop）
- セラポン村（Kampong Selapon）
- タンジョン・ブンガル村（Kampong Tanjong Bungar）
- ネガラン・イリン村（Kampong Negalang Iring）
- ネガラン・ウナト村（Kampong Negalang Unat）
- バトゥ・アポイ村（Kampong Batu Apoi）
- ペリウナン村（Kampong Peliunan）
- ラキウン村（Kampong Lakiun）
- ラマリン村（Kampong Lamaling）
- ルアガン村（Kampong Luagan）